# نامق باشا الصغير
نامق باشا الصغير

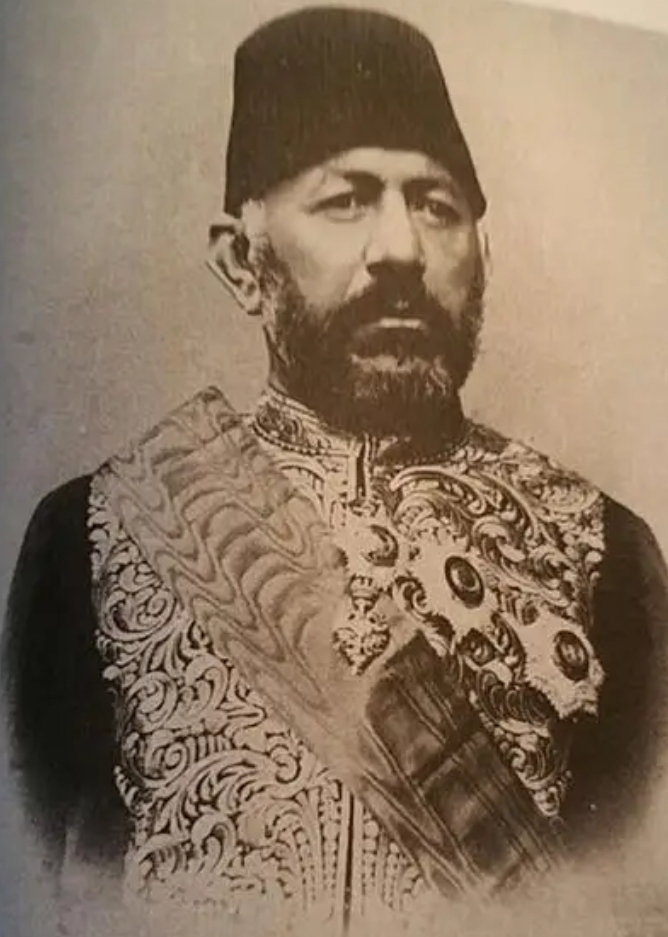
والي بغداد نامق باشا الصغير

وسمي بالصغير تمييزاً له عن والي بغداد الأسبق نامق باشا. ونامق باشا (الصغير)
هو سياسي عثماني كان والياً على طرابلس الغرب، ثم عين والياً على بغداد سنة 1317ه‍/1899م، خلفاً للوالي عطاء الله الكواكبي، واستمر في حكمها حتى عزله في 26 جمادى الأولى سنة 1320 ه‍/ 29 اب 1902م، وخلفه بالوكالة قاضي بغداد ابي بكر حلمي فقد عهد اليه بوكالة الولاية 
وبقي في الوكالة شهرين ثم وليها بالوكالة بعده المشير أحمد فيضي باشا، وكان سيء الأحوال.، وانفصل عن الوكالة في 11 شعبان سنة 1322ه‍ _21 تشرين الأول سنة 1904م، حتى تعين الوالي عبد الوهاب باشا
في 17 شعبان 1322ه‍/1904 م حيث ولي بغداد وهو أمير أمراء (روم ايلي) الذي ورد بغداد في يوم الجمعة 8 شوال سنة 1322ه‍ خلفا للوالي نامق باشا الصغير.

## نامق باشا الصغير
كان نامق باشا الصغير من أجل وزراء السلطنة وله الكفاية التامة في كل مهمة، لا ريب أن هذه الخصال من أكبر المؤهلات لنيل هذا المنصب. 

## بعض الاحداث في عهد نامق باشا
• نزاع قبلي بين عشيرة العويديين (الجبور) و الجريان (زبيد)، وتم لقاء الصلح في الممدوحية، أجري فصل الخصام، والتأليف بينهما.
• تزايد الهيضة في 20 جمادى الآخرة سنة 1317 ه‍.
• نقود عباسية تم العثور عليها يوم السبت 14 شعبان 1317 ه‍، على شاطئ دجلة من خضر الياس في الكرخ، فاخبرني الحكومة بذلك، فوافت الضابط وجاء موظفي المعارف، فحفظها على المحل بواسطة غواصين اخرجوا النقود الذهبية من الماء فبلغت نحو ثلاثة آلاف قطعة من المسكوكاكات العباسية، وبينها ظهرت قطعة بثقل نحو عشرين ليرة بصورة (سبيكة)  ذهبية. وكان هذا القفاف الذي عثر على هذا الكنز اسمه صالح المهداوي وسمي من قبل الناس باسم (المعتصم).
• وضع الحجر الأساس لبناء سراي الكاظمية في السبت  24 رجب سنة 1318 ه‍.
• شاع زراعة البطاطس (البتيتة) في أوروبا لما احتوى من الخواص المغذية، فلم تصدر التشويق والاعفاءات من الرسوم في زرعه في ممالك الدولة العثمانية حتى صدرت الارادة الملكية الاعفاء خمس سنوات اعتبارا من سنة 1313 رومية ثم بوشر بإستيفاء العشر عنه. وفي هذه المرة اعفي عشر سنوات للتشويق على زرعه.
• تقرر انشاء المذابح للمواشي وان تكون صحية وغير ضارة بالاهالي.
• عين عمر شعبان أفندي إلى المعلمية الأولى في المكتب الرشدي ببغداد، ويذكر الأستاذ عباس العزاوي انه كان يدرس العلوم الدينية واللسان العثماني ، وكنت طالبا فيه، ودرسنا (كتاب المشذب).
وهز مقرر لتدريس أبناء الترك العربية ، فصار يدرس فيه أبناء العرب العربية وتخرجت منه في صيف 1319 رومية، وأخي علي غالب المتوفي في 30 آب 1945م، وذلك بعد أن تخرجنا من المكتب الابتدائي المعروف ب(الحميدي).
• تأسس في الحلة مكتب ابتدائي.
• عين السيد محمد نافع الطبقجه لي لنيابة القضاء في العمارة.
• تم الصلح والتراضي بين شمر والدليم بحضور الوالي نامق باشا الصغير ورئيس شمر الشيخ مجول بك ورئيس الدليم الشيخ سليمان البكر والد الشيخ علي السليمان فتم الصلح بينهما.
• توفي رفعت بك يوم الاثنين 16 ذي الحجة سنة 1317 ه‍، وهو والد شوكت بك قائمقام الحلة، ثم صار شوكت باشا وله من الأبناء ناجي باشا والدكتوران سامي شوكت وصائب شوكت.
• نزاع عشائر السماوة على زراعة الشلب بين بني حكيم (حچيم)، والبو حسان، والظوالم، والبو جياش، فذهب الوالي نامق باشا الصغير لحل النزاع وتوزيع الأراضي لغرض المشار اليه.
• نهر الخالص، لا تزال المنازعات في التطهير قائمة على قدم وساق،ومن التعابير ايام الصيف عمل السدود وإعطاء الاستحقاق المعين لأهل الأنهار.
• جسر الكوت: صدرت الارادة بعمله ، ولم يكن في الكوت جسر، وقرر أن ينشأ في محل يبعد نحو ربع ساعة عن البلد إلى الجنوب، وجرى الاحتفال بافتتاحه.
• مستشفى الغرباء: جرى افتتاحه يوم الخميس  الساعة الثالثة غروبية صباحاً في 15 ذي الحجة 1318 ه‍، فحضر الوالي والمشير وجماعة من الاعيان والاشراف. وكانت البيانات تشير إلى حاجة بغداد إلى مستشفى، وانشأت امامها حديقة.
• جسر بغداد: تخرب هذا الجسر وصار لا يصلح للمرور وعاد بالمضار الكثيرة فاضطرت الدولة إلى تعميره. ونصب في 26 جمادي الأولى سنة 1320 ه‍-أيلول سنة 1902م، وقامت بعمله مدرسة الصنائع ببغداد.

## عزل الوالي
وفي هذا اليوم ورد خبر عزل الوالي نامق باشا الصغير وذلك في يوم افتتاح جسر بغداد في 26 جمادى الأولى سنة 1320 ه‍، فآلمه جدا. وقد خلفه الوالي عبد الوهاب باشا.